# Microgale dobsoni
Il tenrec toporagno di Dobson (Microgale dobsoni) è una specie di tenrec endemica del Madagascar, dove abita le zone ricoperte di foresta montana, spingendosi nelle piantagioni e nelle zone disboscate, dove trova più facilmente le larve e gli insetti di cui si nutre.
Rispetto agli altri tenrec toporagno, ha aspetto più massiccio: gli occhi e le orecchie sono più grandi, la coda ed il muso più tozzi. Il pelo è grigio sul dorso, e tende a schiarirsi man mano che si procede verso la zona ventrale, di colore bianco.
Nonostante sia segnato dall'IUCN come "a basso rischio", recentemente la specie sta soffrendo molto per la perdita dell'habitat a causa del disboscamento.